# Парламентские выборы в Нидерландах (2021)
Парламентские выборы прошли с 15 по 17 марта 2021 года в Нидерландах, на которых были избраны все 150 членов Палаты представителей. После выборов и длительных переговоров о формировании коалиции действующее правительство осталось у власти.
Изначально выборы планировалось провести 17 марта в один день. Однако из-за пандемии COVID-19 правительство решило открыть избирательные участки за два дня до выборов, чтобы обеспечить безопасное голосование для пожилых людей и людей с ослабленным иммунитетом. Граждане в возрасте 70 лет и старше также получили возможность голосовать по почте.
Выборы состоялись за два дня до всеобщих выборов на Кюрасао в 2021 году.

## Политическая ситуация накануне выборов
Всеобщие выборы 2017 года состоялись после пятилетнего правления коалиционного правительства Народной партии за свободу и демократию (VVD) и Партией труда (PvdA). PvdA понесла тяжелые потери на выборах, сократившись с 38 до 9 мест, в то время как VVD потеряла 8 мест, сократившись с 41 до 33, но осталась крупнейшей партией. Партия свободы (PVV) заняла второе место с 20 местами, что на 5 больше, чем она получила на выборах 2012 года, в то время как Христианско-демократический призыв (CDA) улучшил свой результат 6 мест, получив в общей сложности 19 депутатских мандатов. Демократы 66 (D66) также улучшили свой результат на 6 мест, набрав всего 19 мест. Зелёные левые (GL) набрал 10 очков и всего получили 14, Социалистическая партия (SP) потеряла 1 место, получив 14. На выборах также две новые партии, Денк и Форум за демократию (FvD), вошли в Палату представителей, получив 3 и 2 места соответственно. Четыре другие более мелкие партии сохранили представительство в нижней палате: Христианский союз (CU) и Партия защиты животных (PvdD) с 5 местами каждая, 50PLUS с 4 местами и Реформатская партия (SGP) с 3 местами. 
Третий кабинет Рютте был сформирован после самого длительного периода формирования коалиции в истории Нидерландов - 225 дней прошло с момента выборов до приведения кабинета к присяге. Кабинет министров возглавил премьер-министр Марк Рютте, который возглавил коалицию, состоящую из Народной партии за свободу и демократию (VVD), Христианско-демократического призыва (CDA), Демократов 66 (D66) и Христианского союза (CU). На момент инаугурации кабинета коалиция имела незначительное большинство в обеих законодательных палатах, получив 76 из 150 мест в Палате представителей и 38 из 75 мест в Сенате. После выборов в Сенат 2019 года у коалиции осталась в меньшинстве из 32 мест в верхней палате. После того, как депутат Вибрен ван Хага был исключен из фракции VVD в 2019 году после того как был осужден за вождение в нетрезвом виде и обвинен в занятии бизнесом в статусе госслужащего, коалиция потеряла большинство в Палате представителей. 15 января 2021 года, за два месяца до выборов, третий кабинет Рютте подал в отставку после парламентского расследования связанного с разразившимся скандалом по поводу пособий по уходу за детьми в Нидерландах и продолжил работу в качестве временного кабинета.

## Избирательная система
В соответствии со статьями C.1, C.2 и C.3 закона о выборах выборы в Палату представителей проводятся каждые четыре года в марте. 150 членов Палаты представителей избираются по системе пропорционального представительства по открытым спискам. Количество мест полученных списком определяется методом Д’Ондта, что фактически приводит к получению избирательного порога в 1/150 (0,67 %) голосов. Избиратели имеют возможность отдать предпочтительный голос. Места, выигранные списком, сначала распределяются между кандидатами, которые при преимущественном голосовании получили не менее 25 процентов от количества голосов, необходимых для одного места (фактически 0,17 % от общего числа голосов), независимо от их места в избирательном списке. Если несколько кандидатов из списка преодолевают этот порог, их порядок определяется на основе количества полученных голосов. Оставшиеся места распределяются между кандидатами в соответствии с их местом в избирательном списке.

## Результаты
Левые партии — Социалистическая партия, Партия труда и Зелёные левые — набрали менее 20 % голосов. По словам политолога Каса Мудде, неуклонный спад левых с 2006 года можно объяснить главным образом тем, что в повестке дня СМИ преобладают социальные проблемы, особенно вопросы идентичности, в ущерб экономическим и социальным проблемам. Правые и крайне правые партии, продвигавшие анти-иммигрантскую повестку (Партия свободы, Форум за демократию, Я2021), набрали в совокупности около 18 %. Доля потерянных голосов из-за избирательного барьера составила 1,95 %.
Официальные результаты были опубликованы Избирательным советом 26 марта 2021 года.

### Формирование правительства
Рютте заявил, что результатом стал вотум доверия Народной партии за свободу и демократию (VVD), и исключил коалицию с партиями Партия свободы (PVV) и Форум за демократию (FvD). Ожидалось, что он сформирует четырёхпартийное правительство с Демократами 66 (D66), Христианско-демократический призыв (CDA) и более мелкими партиями. 23 марта Рютте заявил, что предпочитает коалицию с новой правой партией под названием Я21 (JA21), которая имеет восемь мест в Сенате, что может помочь сформировать правительственное большинство в обеих палатах; однако это предложение потенциально может встретить сопротивление со стороны D66 из-за разногласий по таким вопросы, как изменение климата, интеграция в ЕС и миграционная политика. Если бы была сформирована коалиция, включающая Христианский Союз (CU), с D66 возникли бы разногласия по медико-этическим вопросам. Рютте также потенциально мог бы обратиться к левым партиям, таким как Социалистическая партия (SP), Партия защиты животных (PvdD), Зелёные левые (GL) или Volt, если другие попытки потерпят неудачу. Лидер SP Лилиан Марейниссен заявила, что очень маловероятно, что она присоединится к коалиции, возглавляемой VVD, но не исключила этого полностью. Лидер GL Йессе Клавер заявил, что открыт для прогрессивной коалиции с VVD и D66, несмотря на плохие результаты партии на выборах.
| Партия                                  | Партия | Основная идеология                                     | Голосов    | %     | Мест получено |
| --------------------------------------- | ------ | ------------------------------------------------------ | ---------- | ----- | ------------- |
| Народная партия за свободу и демократию | VVD    | Консервативный либерализм                              | 2 279 130  | 21,87 | 34            |
| Демократы 66                            | D66    | Социальный либерализм                                  | 1 565 861  | 15,02 | 24            |
| Партия свободы                          | PVV    | Национал-либерализм, правый популизм                   | 1 124 482  | 10,79 | 17            |
| Христианско-демократический призыв      | CDA    | Христианская демократия                                | 990 601    | 9,50  | 15            |
| Социалистическая партия                 | SP     | Демократический социализм                              | 623 371    | 5,98  | 9             |
| Партия труда                            | PvdA   | Социал-демократия                                      | 597 192    | 5,73  | 9             |
| Зелёные левые                           | GL     | Зеленая политика, социал-демократия                    | 537 308    | 5,16  | 8             |
| Форум за демократию                     | FVD    | Национал-консерватизм                                  | 523 083    | 5,02  | 8             |
| Партия защиты животных                  | PvdD   | Благополучие и защита животных                         | 399 750    | 3,84  | 6             |
| Христианский Союз                       | CU     | Христианская демократия, социальный консерватизм       | 351 275    | 3,37  | 5             |
| Вольт Нидерланды                        | VOLT   | Социальный либерализм, проевропеизм                    | 252 480    | 2,42  | 3             |
| Я21                                     | JA21   | Консервативный либерализм, анти-иммигрантская политика | 246 620    | 2,37  | 3             |
| Реформатская партия                     | SGP    | Христианские правые, социальный консерватизм           | 215 249    | 2,07  | 3             |
| Денк                                    | DENK   | Социал-демократия, права этнических меньшинств         | 211 237    | 2,03  | 3             |
| 50ПЛЮС                                  | 50+    | Популизм, интересы пенсионеров                         | 106 702    | 1,02  | 1             |
| Фермерско-гражданское движение          | BBB    | Аграризм, зеленый консерватизм                         | 104 319    | 1,00  | 1             |
| БАЙ1 / ВМЕСТЕ                           | BIJ1   | Анти-расизм, анти-капитализм                           | 87 238     | 0,84  | 1             |
| Прочие                                  |        |                                                        | 204 036    | 1,95  | 0             |
| Действительных                          |        |                                                        | 10 422 852 | 99,62 | 150           |
| Недействительных                        |        |                                                        | 39 825     | 0,38  |               |
| Явка                                    |        |                                                        | 10 462 677 | 78,71 |               |
| Избирателей                             |        |                                                        | 13 293 186 | 100   |               |
| Источник                                |        | Kiesraad                                               |            |       |               |